# Dolichoderus parvus
Dolichoderus parvus är en myrart som beskrevs av Clark 1930. Dolichoderus parvus ingår i släktet Dolichoderus och familjen myror. Inga underarter finns listade i Catalogue of Life.